# Висмара, Джорджо
Джорджо Антонелло Висмара (итал. Giorgio Antonello Vismara; род. 11 января 1965, Милан) — итальянский дзюдоист, чемпион и призёр чемпионатов Италии, призёр чемпионатов Европы и мира, участник летних Олимпийских игр 1992 года в Барселоне.

## Карьера
Выступал в средней весовой категории (до 86 кг). В 1984—1998 годах восемь раз становился чемпионом Италии, один раз серебряным и дважды бронзовым призёром чемпионатов. Трижды становился призёром чемпионатов Европы, и один раз — бронзовым призёром чемпионата мира. На Олимпиаде 1992 года в Барселоне занял 13-е место.